# Isabel Orrantía de Suárez
Isabel Orrantía de Suárez, née Orrantía Borda le 27 août 1867 à Bogota et morte le 4 mai 1901 dans la même ville est l'épouse de Marco Fidel Suárez, homme politique qui deviendra plus tard le huitième président de la république de Colombie.

## Biographie

### Mariage et descendance
Nièce du président Miguel Antonio Caro, elle se marie avec Marco Fidel Suárez le 15 août 1895 à Bogota, à l'âge de 19 ans, alors qu'il en a 24. Elle lui donne deux enfants :
- Gabriel Suárez (1899-1918)
- María Antonia Suárez (en) (1897-1950)

### Décès
Isabel Orrantía de Suárez meurt d'une angine de poitrine en 1901, à l'âge de 33 ans. Après sa mort, Marco Fidel Suárez ne se remarie pas. Dans les faits, c'est sa fille, María Antonia Suárez, qui assure les fonctions traditionnellement associées à la Première dame,.